# Lissemys ceylonensis
Lissemys ceylonensis je druh želvy z čeledi kožnatkovití. Endemit Srí Lanky. Druh popsal John Edward Gray v roce 1856.

## Etymologie
Druhové jméno je složené ze slov Cejlon (starší výraz pro Srí Lanku) a přípony -ensis.